# Yaetakaria youngi
Yaetakaria youngi är en mångfotingart som beskrevs av Hoffman 1949. Yaetakaria youngi ingår i släktet Yaetakaria och familjen Xystodesmidae. Inga underarter finns listade i Catalogue of Life.